# جغرافيا موريشيوس
تبلغ مساحة موريشيوس ألفين وخمسة كيلومتر، وسكانها في سنة 1408 هـ - 1988 م (1.078.000) والعاصمة بورث لويس وهي الميناء الأول بها، والجزيرة بركانية لا ترتفع أرضها كثيراً فأعلى تلالها الجبل الأسود ويصل ارتفاعه إلى 827 متراً، وأكثر أرض الجزيرة ارتفاعاً في الوسط والجنوب الغربي وتضم جزيرة (رود ريجويس) وبعض الجزر الصغيرة. ومناخ موريشيوس مداري معتدل بسبب موقعها الجزرى، وتصيبها تساقطات مطرية وافرة مما ساعد على نمو الغابات في بعض أجزاء الجزيرة، حيث لوحظ توجه الكثير من السياح إليها في السنوات الأخيرة.
تبلغ المساحة الإجمالية للبلد 2،040 كم (790 ميل مربع) تحتل المرتبة 169 أكبر دولة في العالم من حيث الحجم. وتتألف جمهورية موريشيوس من جزيرة موريشيوس الرئيسية والعديد من الجزر النائية. وجزيرة رودريغز تبلغ مساحتها 108 كيلومترا مربعا (42 ميل مربع) وتقع على بعد 560 كيلومترا (350 ميلا) إلى الشرق من موريشيوس، وجزيرة أغاليغا التوأم، وتبلغ مساحتها الإجمالية 26 كيلومترا مربعا، . سانت براندون هو أرخبيل يضم عددا من البنوك الرملية، الضحلة والجزر. وهي تقع على بعد حوالي 430 كم (270 ميل) شمال شرق موريشيوس وتستخدم في الغالب كقاعدة للصيد.
جزيرة موريشيوس صغيرة نسبيا من الناحية الجيولوجية، بعد أن تم إنشاؤها من قبل النشاط البركاني منذ حوالي 8 ملايين سنة. جنبا إلى جنب مع سانت براندون، ريونيون، ورودريغز، الجزيرة هي جزء من جزر ماسكارين. وقد ظهرت هذه الجزر نتيجة للانفجارات البركانية تحت الماء الضخمة التي وقعت آلاف الكيلومترات إلى الشرق من القارية التي تتكون من أفريقيا ومدغشقر. فهي لم تعد نشطة بركانيا وتقع نقطة ساخنة الآن تحت جزيرة ريونيون. موريشيوس محاطة حلقة مكسورة من السلاسل الجبلية، متفاوتة في الارتفاع من 300-800 م (1،000-2،600 قدم) فوق مستوى سطح البحر. وترتفع الأرض من السهول الساحلية إلى هضبة مركزية حيث يصل ارتفاعها إلى 670 مترا (200 2 قدم)؛ أعلى قمة في الجنوب الغربي، بيتون دي لا بيتيت ريفير نوار في 828 متر (2،717 قدم). تيارات والأنهار رقطة الجزيرة، وكثير تشكلت في الشقوق التي أنشأتها تدفقات الحمم البركانية.

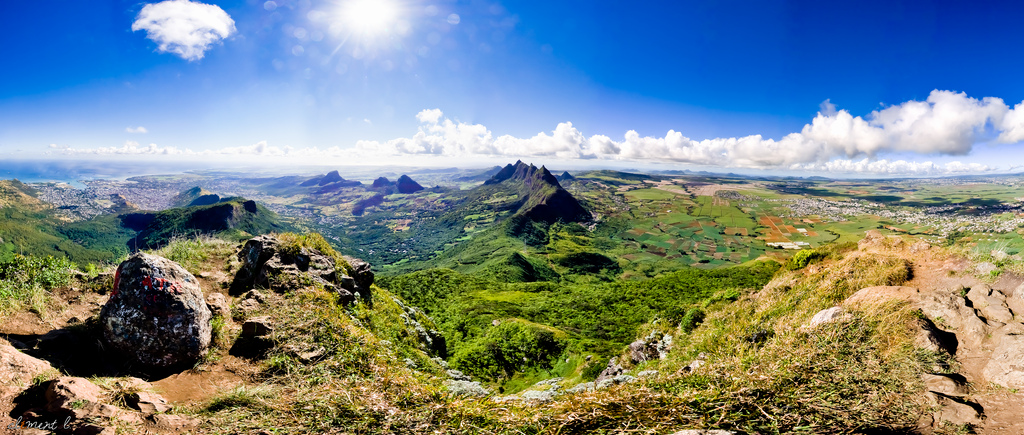

## المناخ
بفضل موقعها في بقعة دافئة من المحيط الهندي، تتمتع موريشيوس بطقس استوائي. ومن المعروف عن المناطق الشمالية والغربية دفئها وقلة الأمطار فيها. وبشكل عام، فالطقس على الهضبة المركزية أكثر اعتدالاً حيث يصل ارتفاع أعلى نقطة فيها إلى 600 متر فوق سطح البحر. الصيف: من نوفمبر إلى أبريل. تتراوح درجات الحرارة بين 25 إلى 31 درجة مئوية.قد تحصل الأعاصيربين نوفمبر ومايو. الشتاء: من مايو إلى أكتوبر. تتراوح درجات الحرارة بين 15 إلى 25 درجة مئوية. تبلغ درجة حرارة البحر حوالي 27 درجة مئوية خلال الصيف و22 درجة مئوية خلال الشتاء.كمان أن هناك أمطار موسمية تهطل بإستمرار وخاصة بشهر مايو ويونيو من كل عام.